# 迷鱷族
迷鱷族（學名：Mystriosuchini）是植龍目的一個亞科，生存於三疊紀晚期。偽帕拉鱷亞科的名稱取自於偽帕拉鱷。根據2002年的系統發生學研究，偽帕拉鱷亞科包含：偽帕拉鱷、迷鱷、雷東達龍、尼克羅龍…等屬。